# تاتزيلفورم

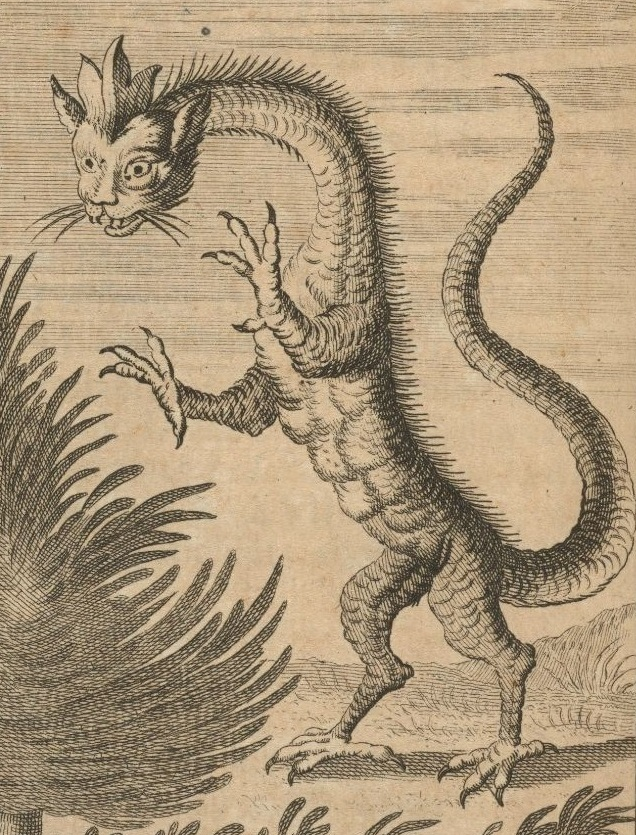
تصوير خيالي لتاتزيلفورم ذو وجه القط.

يُعتبر تاتزيلفورم أو ستولينفروم أو ستولفورم في الفلكلور الألبي مخلوق شبيه بالسحلية، يوصف غالبًا بأنه يملك وجه قط، مع جسم ثعبان قد يكون نحيفًا أو قصيرًا، مع أربع أرجل قصيرة أو ذراعين أمامتين.
يقال أحيانًا أن هذا المخلوق المزعوم سام، أو يهاجم بنفسه السام، ويصدر صوتًا عاليًا أو هسهسة.
يمكن العثور على نوادر تصف المواجهات مع هذا المخلوق، أو أساطير موجزة الوصف عنه في العديد من مناطق أوروبا، بما في ذلك جبال الألب النمساوية والبافارية والفرنسية والإيطالية والسويسرية. لديه العديد من الأسماء الإقليمية الأخرى، بما فيها برغستوتز، وسبرنغفورم وبراتزيلفورم، وأراسا بالفرنسية.

## الوصف
وُصف تاتزيلفورم أو ستولينفورم في الحكايات بأنه يشبه سحلية قصيرة يملك من 2 إلى 6 أقدام، ويبلغ طوله نحو 1 إلى 7 أقدام. وصف بأنه يملك وجه يشبه وجه القط، خاصةً في سويسرا.
يوصف تاتزيلفورم في النمسا وبافاريا بأن يملك نفسًا سامًا، قيل إنه قاتل حتى. ووصف ستولينفورم أيضًا بأنه سام في التقاليد السويسرية.
يُزعم أن تاتزيلفورم يصدر أيضًا صوتًا صارخًا أو صفيرًا أو هسهسة.

### روايات القرن السابع عشر
قدم فاغنر ثم شوشزر وصف مبكر لمشاهدات لتنين (باللاتينية: draco) في سويسرا، بمعنى آخر، قدمها يوهان جاكوب فاغنر عام 1680 وكرارها يوهان جاكوب شوشزر مع رسوم توضيحية مبتذلة للوحوش عام 1723. رغم من أن فاغنر هو الذي سجل الإفادات، فقد سميت هذه المخلوقات لاحقًا «تنانين شوشزر»، وفُسرها معلقون آخرون على أنها مشاهدات لستولينفورم.

#### النوادر
ذكر أن يوهان (هانز) وتوماس تينر قد واجها «ثعبانًا برأس قط» بجسم أسود رمادي دون أرجل في مكان يُعرف محليًا باسم «هاوفيلين» على جبل فرومسن في بارونية ألتساكس، سويسرا. زعم أنه بلغ طوله 7 أقدام أو أكثر. كان سكان الحي يشتكون من امتصاص ضروع أبقارهم بشكل غامض، لكن توقفت الحوادث بعد قتل هذا المخلوق.
وصف أندرياس رودونر «تنينًا جبليًا» يملك الأربع أرجل، ووجه قط، كشيء واجهه في عام 1660 على جبل وانغرسبرغ في سارغانسرلاند (لاندوفوتي سارغانز)، وعندما انتصب على ساقيه الخلفيتين، أصبح بطول رجل، مع شعيرات تشبه شعيرات الخنزير على ظهره.
زُعم أن يوهانس بويلر من رعيّة سنوالد رأى مخلوقًا يشبه السحلية بأربع أرجل مع عرف على رأسه، لإعطاء وصف طبيعي لاحق. زعم أن يوهانس إغيرتر من لينز البالغ من العمر 70 عامًا قد واجه تنينًا ذا رأس هائل وذراعان أماميتان على جبل كامور. قال الرجل أنه غلب عليه الصداع والدوار عندما زفر الكائن أنفاسه.

#### تحليل وقبول لاحق
كتب عالم الطبيعة كارل فيلهلم فون دالا توري في كتاب «تاريخ تنانين جبال الألب» في عام 1887 أنه يمكن تعريف جميع هذه المخلوقات على أنها أنواع من السحالي أو الثعابين (يبدو أنه تجاهل الأنواع التي تملك رأس قط). اعتبر دالا توري أن هذه المخلوقات العملاقة من الماضي وكانت قد ماتت في وقته، إلى جانب الاعتقاد الشعبي المرتبط بها، لكن الفكرة الشعبية لتاتزيلفروم في يومه ظلت على أنه «شبح» لتلك المخلوقات الأسطورية الماضية.
على النقيض من ذلك، اعتمد جوزيف فرايهر فون دوبلهوف على هذه التنانين المبكرة في كتابه «تاتزيلفورم القديم والحديث»، كعنوان بحثه لعام 1896. رغم إفادة فاغنر في القرن السابع عشر بأن كل وحش سويسري ينظر إليه على أنه تنين، فقد ذكر ستودر في أوائل القرن التاسع عشر أن سكان جبال الألب السويسرية لم يؤلفوا عمومًا أسماء دراخي أو ليندورم وكانوا يعرفون فقط ستولينفروم.